# Pomme de terre de primeur

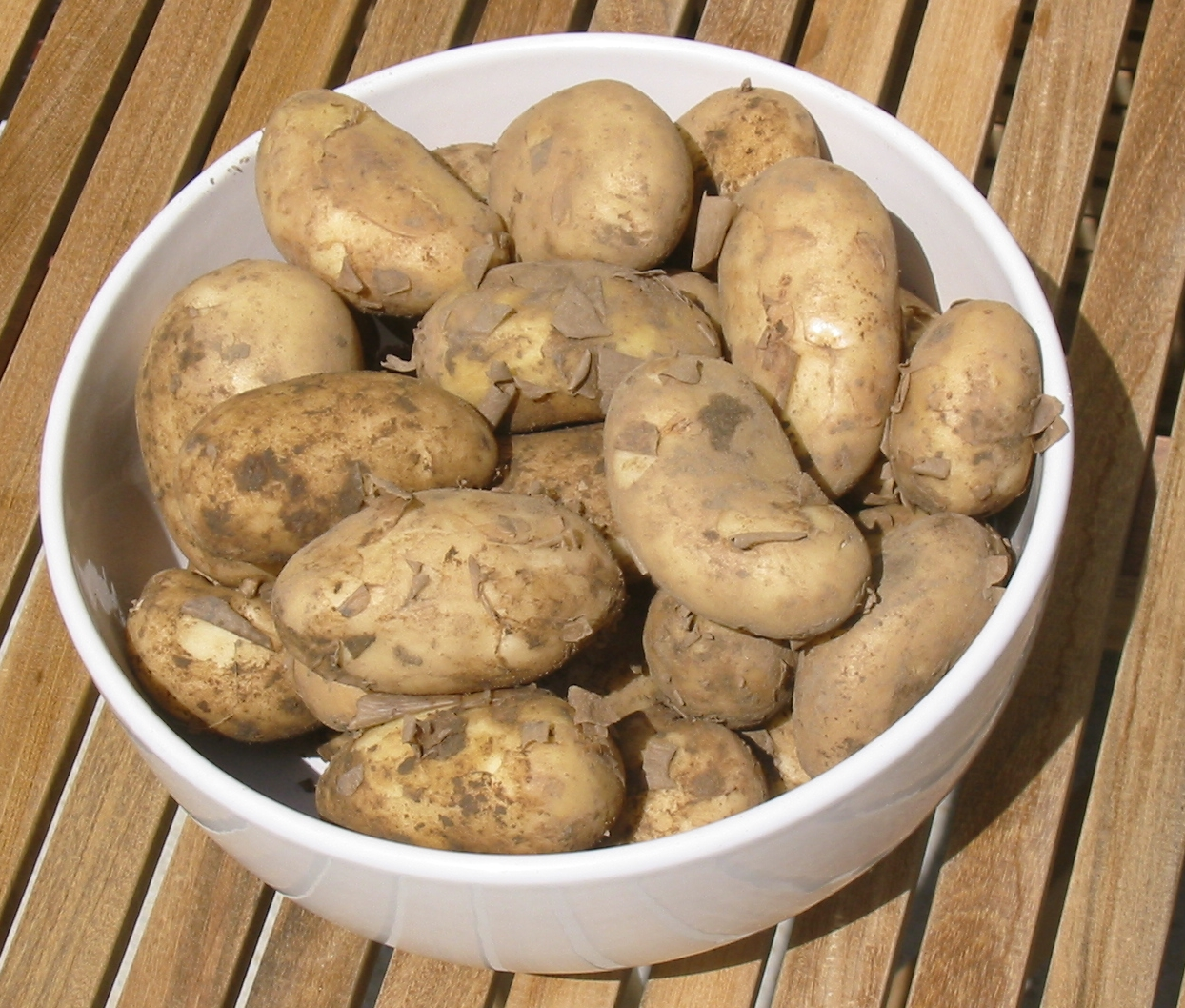
Pommes de terre nouvelles « Royales de Jersey » (AOP)

Les pommes de terre de primeur, appelées aussi « pommes de terre nouvelles », sont des pommes de terre commercialisées avant complète maturité. Elles présentent généralement des tubercules de petite taille, à la peau fine et « peleuse », qui se détache facilement sous le doigt et, contrairement aux pommes de terre dites « de conservation », sont inaptes à la conservation au-delà de quelques jours.
Les variétés employées pour la production en primeur sont généralement les plus précoces, mais une variété précoce conduite jusqu'à pleine maturité ne peut pas être considérée comme une pomme de terre primeur.
En France où elles sont cultivées dans les régions à hiver doux, notamment les côtes de Bretagne et d'Aquitaine ou le littoral méditerranéen, la législation impose qu'elles soient commercialisées avant le 15 août de chaque année.
Plusieurs zones de production en Europe possèdent le label européen AOP, il s'agit de la  pomme de terre de l'île de Ré (AOP), de la pomme de terre primeur du Roussillon , la noirmoutier (AOP) et des Jersey Royal Potatoes (pommes de terre royales de Jersey), commercialisées uniquement en Grande-Bretagne.